# Willibald Eser
Willibald Georg Eser (* 1. September 1933; † August 2005) war ein deutscher Drehbuchautor.

## Leben und Karriere
Eser hatte ohne Abschluss Theater- und Zeitungswissenschaft an der Universität München studiert und begann anschließend als Journalist zu arbeiten. Frühe Filmkontakte führten ihn mit Thea von Harbou, Jean Cocteau und Curt Goetz zusammen. 1957 holte ihn Helmut Käutner zu sich, um das Drehbuch für dessen Film Monpti zu schreiben. Mit Käutner arbeitete Eser 1960 und 1961 erneut zusammen: Gemeinsam bearbeiteten sie das von Eugène Scribe verfasste Theaterstück Das Glas Wasser, das dann – mit Liselotte Pulver in der Hauptrolle – als Musical verfilmt wurde. Für den Film Der Traum von Lieschen Müller schrieb Eser nicht nur das Drehbuch, sondern auch einige der darin dargebotenen Songs. Willibald Eser war ferner an den Drehbüchern zu Ingeborg, Mit Himbeergeist geht alles besser (beide 1960) und Das gewisse Etwas der Frauen (1966) beteiligt.
In den 60er Jahren wurde Willibald Eser für einige TV-Specials mit Frank Sinatra und Cary Grant nach Hollywood verpflichtet. Der allmähliche Niedergang von Esers Karriere zeichnete sich zu Beginn der 1970er Jahre ab: Er war als Autor an Softsexfilmen wie Der scharfe Heinrich (1971) und Gelobt sei, was hart macht (1972) beteiligt. Zu dieser Zeit trat Eser auch einmal vor die Kamera: In dem von Rolf Thiele inszenierten Film Versuchung im Sommerwind hatte er 1972 eine kleine Nebenrolle übernommen.
Nach der Vorlage zu Monika und die Sechzehnjährigen (1975) zog er sich aus dem Filmgeschäft zurück und verfasste (in der Regel als Co-Autor) Biographien über diverse Schauspieler wie Johannes Heesters, Theo Lingen, Camilla Horn, Helmut Fischer und Harald Juhnke. Nach dem Ende seiner Filmtätigkeit lebte er in Markt Rettenbach (Jägerhof).
Esers Sohn ist der einstige Kinderdarsteller Archibald Eser (* 1961), der durch den Familienfilm Morgens um sieben ist die Welt noch in Ordnung Ende der 1960er Jahre bekannt wurde.

## Filmographie

### Drehbuchautor
- 1957: Monpti
- 1957: Der Graf von Luxemburg
- 1960: Das Glas Wasser
- 1960: Ingeborg
- 1960: Mit Himbeergeist geht alles besser
- 1961: Der Traum von Lieschen Müller
- 1966: Das gewisse Etwas der Frauen
- 1969: Ellenbogenspiele
- 1970: Ohrfeigen
- 1970: Ich schlafe mit meinem Mörder
- 1971: Der scharfe Heinrich
- 1972: Baron Blood (Gli orrori del castello di Norimberga)
- 1972: Gelobt sei, was hart macht
- 1975: Monika und die Sechzehnjährigen (nur Vorlage)

### Darsteller
- 1957: Monpti
- 1972: Versuchung im Sommerwind

## Bücher
- 1978: Johannes Heesters: Es kommt auf die Sekunde an (nach Gesprächen aufgezeichnet von Willibald Eser), Blanvalet, München 1978, ISBN 978-3-7645-4415-7
- 1979: Lil Dagover: Ich war die Dame. München
- 1981: Hans Moser: „Habe die Ehre.“ Sein Leben, seine Filme. Moewig, München 1981, ISBN 978-3-8118-4106-2
- 1981: Helmut Käutner: Abblenden. Sein Leben, seine Filme. München
- 1985: Camilla Horn: Verliebt in die Liebe (Aufgezeichnet von Willibald Eser). Herbig, München 1985, ISBN 978-3-7766-1353-7
- 1986: Theo Lingen (zusammen mit Willibald Eser): Komiker aus Versehen., Langen-Müller, München/Wien 1986, ISBN 978-3-7844-2103-2
- 1993: Johannes Heesters: Ich bin gottseidank nicht mehr jung (Aufgezeichnet von Willibald Eser). München
- 1994: Harald Juhnke: Was ich ihnen noch sagen wollte…(Aufgezeichnet von Willibald Eser). Heyne, München 1994, ISBN 978-3-453-08020-1
- 1997: Helmut Fischer: „A bißl was geht immer“ (von Willibald Georg Eser), Ed. Ferenczy bei Bruckmann, München 1997, ISBN 978-3-7654-2887-6